# Scandinavian Cardiovascular Journal
Scandinavian Cardiovascular Journal is een internationaal, aan collegiale toetsing onderworpen wetenschappelijk tijdschrift op het gebied van de cardiologie.
De naam wordt in literatuurverwijzingen meestal afgekort tot Scand. Cardiovasc. J.
Het wordt uitgegeven door Informa Healthcare namens de Scandinavian Association for Thoracic Surgery en verschijnt tweemaandelijks.
Het eerste nummer verscheen in 1997.